# 巴英额
巴英额（1866年—1940年7月10日），字凌云，吴札拉氏，因汉姓为吴，故又名吴凌云，满洲正蓝旗人。巴英额出身吉林将军辖区伯都讷（今扶余市）驻防。民国后成为北洋政府军事将领，陆军中将。

## 生平
巴英额出身行伍。清朝时期，历任吉林练军骁骑校防御参领营总，伯都讷统领，阿城练军营总，黑龙江巡警右军统领兼东兴镇协领。补授伯都讷白旗佐领，巡防右路统领。
1914年，任中华民国陆军黑龙江暂编第一师许兰洲部步兵第二旅旅长，驻黑河。巴英额长期反对许兰洲独揽军政大权，以许兰洲参加张勋复辟为藉口，发动了驱许活动，张作霖遂乘机以亲家鲍贵卿取代许兰洲任黑龙江省督军兼省长。其后，张作霖又借口巴英额反对鲍贵卿任督军而将巴英额免职，褫夺军权。
1914年初，孙中山曾派陈其美、戴季陶等人赴大连成立了奉天革命党机关部，但因受到东北当局的压迫，不久便返回日本。1914年，宁武接到哈尔滨革命党人杨雨辰报告称，黑龙江驻军旅长巴英额为报叔父桂升被袁世凯所杀之仇，希望参加革命。宁武即亲赴黑龙江，首先接触了黑龙江督军朱庆澜，其后同巴英额会谈，得知巴英额确有意参加反袁革命，并通过巴英额了解到另一位旅长英顺的情况。宁武认为可能策动巴英额、英顺起兵反袁。1914年7月，陈其美接到宁武的相关报告，宁武请求派人前来。陈其美乃命蒋中正、丁景梁赴东北。二人伪造日本人身份，蒋介石化名“石田雄介”，丁景梁化名“长野周作”，以满铁上海办事处职员之名义，随大连满铁矿业课的日本人山田纯三郎于1914年7月6日自东京启程，经朝鲜，于7月9日抵达安东（今丹东），随后转赴哈尔滨。一行人暂留哈尔滨，由山田纯三郎另派人赴黑龙江省城齐齐哈尔，同巴英额接触，了解到巴英额对袁世凯不满是因1914年4月，袁世凯的北京政府将黑龙江省巡防队改编为新式陆军，巴英额、英顺虽均晋升为旅长，但所部大批缩编，且裁汰的官兵生活无着，部队出现动荡。在山田纯三郎派人赴齐齐哈尔期间，蒋介石、丁景梁赴长春向孙中山发电报汇报，并同自大连赶来的宁武等人会合。日本的孙中山乃写下一封致巴英额的信，连同委任巴英额为革命军领导的委任状一并寄给蒋介石等人。但其后巴英额切断了同孙中山方面的联系，此事不了了之。蒋介石一行遂于1914年8月中旬返回日本。
1918年，巴英额任黑河临时警备司令，兼办黑河防区清乡事宜。1921年，任暂编黑龙江陆军第三混成旅旅长、黑河镇守使。1924年春，出任东三省陆军第十一旅旅长。1925年，任东北陆军第十一旅旅长。其间，1927年4月5日，巴英额获授将军府愙威将军。1928年，巴英额任黑龙江陆军步兵第三旅旅长。1930年1月，马占山取代巴英额出任黑河警备司令。同年，巴英额改任滨江关监督，驻哈尔滨。九一八事变后，日本当局派人劝说巴英额出任军政部长，被巴英额拒绝。
1940年7月10日，巴英额在哈尔滨寓所病逝。